# Hans Enn
Hans Enn (Saalfelden am Steinernen Meer, 10 de mayo de 1958) es un deportista austríaco que compitió en esquí alpino.
Participó en dos Juegos Olímpicos de Invierno, en los años 1980 y 1984, obteniendo una medalla de bronce en Lake Placid 1980, en la prueba de eslalon gigante.
Ganó una medalla de bronce en el Campeonato Mundial de Esquí Alpino, en el eslalon gigante. 
En 1996 recibió la Condecoración de Oro de la Orden al Mérito de la República de Austria.

## Palmarés internacional
| Juegos Olímpicos   | Juegos Olímpicos             | Juegos Olímpicos  | Juegos Olímpicos |
| Año                | Lugar                        | Medalla           | Prueba           |
| ------------------ | ---------------------------- | ----------------- | ---------------- |
| 1980               | Lake Placid (Estados Unidos) | Medalla de bronce | Eslalon gigante  |
| Campeonato Mundial |                              |                   |                  |
| Año                | Lugar                        | Medalla           | Prueba           |
| 1980               | Lake Placid (Estados Unidos) | Medalla de bronce | Eslalon gigante  |